# Айттайоки
Айттайоки, Кивиоя — река в России, протекает по территории Ледмозерского сельского поселения Муезерского района Республики Карелии. Длина реки — 13 км.
Река берёт начало из болота без названия, течёт преимущественно по заболоченной местности.
Айттайоки в общей сложности имеет два притока суммарной длиной 7,0 км.
Впадает в озеро Большое Пертиярви на высоте 141,4 м над уровнем моря, которое протокой соединяется вытекает с озером Малым Пертиярви, через которое протекает река Пертийоки. Пертийоки впадает в Кимасозеро, через которое протекает река Ногеусйоки. Последняя впадает в озеро Нюк, из которого берёт начало река Растас, впадающая в реку Чирко-Кемь.
В нижнем течении пересекает линию железной дороги Ледмозеро — Костомукша — Кивиярви, а также трассу А137 («Кочкома — Костомукша»).
Населённые пункты на реке отсутствуют.
Код объекта в государственном водном реестре — 02020000912102000004126.